# Марія Хосе
Марія Хосе (12 січня 1976, Мехіко, Мексика) — мексиканська співачка та акторка.

## Дискографія
- María José (2007)
- Amante de lo Ajeno (2009)
- Amante de lo Bueno (2010)
- De Noche (2012)
- Habla Ahora (2016)
- Conexión (2019)